# Некля
Некля (пол. Nekla) — город в Польше, входит в Великопольское воеводство, Вжесьнёвский повят. Имеет статус городско-сельской гмины. Занимает площадь 19,79 км². Население 6750 человек (на 2004 год).